# Irena Byszewska
Irena Byszewska z domu Żółtowska (ur. 4 listopada 1924 w Kadzewie, zm. 11 grudnia 2017 tamże) – polska aktorka

## Życiorys
Pochodziła z Wielkopolski, urodziła się w miejscowości Kadzewo, niedaleko Śremu. Była absolwentką Prywatnej Szkoły Dramatycznej Iwo Galla oraz Państwowej Wyższej Szkoły Aktorskiej w Krakowie z 1949 roku. W latach 1954–1956 była aktorką Teatru im. Juliusza Słowackiego w Krakowie, a następnie do 1979 roku aktorką Państwowego Teatru im. Ludwika Solskiego w Tarnowie. Wystąpiła między innymi w inscenizacjach Wesela autorstwa Stanisława Wyspiańskiego, Świętoszka autorstwa Molière'a, Odprawy Posłów Greckich autorstwa Jana Kochanowskiego, Lalki autorstwa Bolesława Prusa czy Rewizora autorstwa Nikołaja Gogola. w dorobku miała również role filmowe w W te dni przedwiosenne w reż. Andrzeja Konica z 1975, Dziewczęta z Nowolipek w reż. Barbary Sass z 1985 oraz I skrzypce przestały grać w reż. Alexandra Ramatiego z 1988.
Zmarła 11 grudnia 2017 r. w Kadzewie. Uroczystości pogrzebowe odbyły się 16 grudnia 2017 roku w Śremie.